# Савич Данило Васильович
Данило Васильович Савич (1730—1763) — екстраординарний професор (1761), викладач географії, оптики та фізики Московського університету (1757—1761), директор Казанської гімназії (1761—1763)

## Біографія
Син сотника Слобідського полку. Вчився в Київській академії (1743—1749) та Віттенберзькому університеті (1751—1754). Учень відомого професора прикладної математики і фізики Йогана Вайдлера. Отримав у Віттенберзі ступінь магістра філософії і вільних наук. Повернувшись у Російську імперію, подав прохання про зарахування в Академію наук по класу математики, потім був прийнятий в штат Московського університету. У 2-му семестрі 1757 року читав лекції з географії російською мовою. Читав в університеті лекції з експериментальної фізики та оптики (1758—1761), значно розширив фізичний кабінет Московського університету. Був призначений «суббібліотекарем» (1757) і фактично протягом декількох років був першим і єдиним співробітником бібліотеки Московського університету, склав її перший каталог.
Савич отримав (1.10.1761) «за його добрі поведінку, старанність і знання в науках» звання екстраординарного професора й був призначений директором Казанської гімназії.